# Mirko Poledica
Mirko Poledica (srbskou cyrilicí Мирко Поледица; * 11. září 1978, Čačak, Jugoslávie) je bývalý srbský fotbalový obránce.
12. března 2009 byl zvolen předsedou Syndikátu profesionálních fotbalistů, který má bránit práva fotbalistů v Srbsku.

## Klubová kariéra
Mirko Poledica začal s fotbalem v srbském klubu Borac Čačak. V letech 2000-2003 hrál v jiném srbském klubu Vojvodina Novi Sad, z něhož v sezóně 2002/03 odešel na hostování do polského celku Lech Poznań, kde patřil k nejlepším levým obráncům polské Ekstraklasy.
Poté strávil jednu sezónu (2003/04) v českém klubu AC Sparta Praha. Měl výbornou přípravnou fázi, ale v soutěžních zápasech se mu nedařilo a po sedmém kole jej trenér Jiří Kotrba prakticky přestal nasazovat. Debutoval v Gambrinus lize 26. července 2003 v utkání proti FK Teplice, který skončil remízou 1:1. Celkem se objevil ve čtyřech ligových zápasech, branku nevstřelil. Sparta obsadila na konci soutěže konečné druhé místo za Baníkem Ostrava. V téže sezóně získal s klubem český fotbalový pohár, ve finále proti Baníku Ostrava (výhra 2:1) ale nenastoupil.
Pak se vrátil do Polska, kde hrál za kluby Legia Warszawa (s nímž získal ligový titul v sezóně 2005/06) a Pogoń Szczecin (hostování). Následovala angažmá v bulharské Slavii Sofia a srbských klubech FK Smederevo, Čukarički Stankom, Borac Čačak a Mladost Lučani.